# 8218 Hosty
8218 Hosty è un asteroide della fascia principale. Scoperto nel 1996, presenta un'orbita caratterizzata da un semiasse maggiore pari a 2,3170406 UA e da un'eccentricità di 0,1597758, inclinata di 3,26883° rispetto all'eclittica.